# Full upon Her Burning Lips
Full upon Her Burning Lips è il nono album in studio del gruppo musicale Earth, pubblicato nel 2019 dalla Sargent House.

## Tracce
1. Datura's Crimson Veils – 12:15
2. Exaltation of Larks – 3:19
3. Cats on the Briar – 5:56
4. The Colour of Poison – 5:31
5. Descending Belladonna – 5:11
6. She Rides an Air of Malevolence – 11:27
7. Maidens Catafalque – 2:49
8. An Unnatural Carousel – 6:51
9. The Mandrake's Hymn – 5:03
10. A Wretched Country of Dusk – 4:28

Durata totale: 62:50

## Formazione
- Dylan Carlson – chitarra, basso
- Adrienne Davies – batteria, percussioni